# Sylvia Payne
Sylvia Payne, née le 6 novembre 1880 à Londres et morte le 30 mai 1976 à Tunbridge Wells (Sussex), est une psychiatre et psychanalyste britannique.

## Biographie
Elle est fille d'un pasteur protestant. L'un de ses frères, Henry Monck-Mason Moore, a été gouverneur de plusieurs régions sous administration britannique, notamment Ceylan et le Kenya. Elle fait ses études universitaires au Westfield College, puis obtient son diplôme de médecin à la London School of Medicine for Women (Royal Free Hospital) en 1906. Elle épouse un collègue médecin et interrompt sa vie professionnelle après son mariage, mais elle reprend une activité lors de la Première Guerre mondiale, durant laquelle elle dirige l'hôpital de la Croix-Rouge à Torquay (Devon), ce qui lui vaut d'être nommée au grade de commandant dans l'armée britannique, et commandeur de l'ordre de l'empire britannique en 1918.
Elle se forme à la Medico-Psychological Clinic de Brunswick Square, fait une analyse à Londres avec James Glover, puis à Berlin avec Hanns Sachs, en 1920. De retour à Londres, elle devient membre associée de la Société britannique de psychanalyse en 1922, puis « full member » en 1924.
Elle s'implique directement dans la gestion de la Société psychanalytique, dont elle devient administratrice. Elle s'investit à partir de 1926 également comme psychiatre, dans la London Clinic of Psycho-Analysis, et dans le comité de formation en 1927.
En 1929, elle remplace John Rickman comme secrétaire de l'Institut de psychanalyse et elle est élue secrétaire administrative de la Société, ce qui lui vaut d'être chargée, durant les « controverses scientifiques », de s'occuper des archives. En 1944, elle est élue présidente de la Société britannique de psychanalyse et veille de son poste à la mise en œuvre des accords qui assurent aux partisans d'Anna Freud un cycle de formation théorique et de supervision spécifique. Elle est à nouveau élue présidente de la Société de psychanalyse, de 1954 à 1956. Elle est « fellow » de la British Psychological Society.

## Publications
- A Conception of Feminity, British Journal of Medical Psychology, vol.15, no 1, p. 18-33, avril 1935, DOI 10.1111/j.2044-8341.1935.tb01135.x
- Some observations on ego development of the fetishist, 1939.

## Distinctions
- 1918 : commandeur de l'ordre de l'Empire britannique (CBE)